# Leyla Hussein
Pour les articles homonymes, voir Hussein.
Leyla Hussein (somali : Leyla Xuseen) est une psychothérapeute et activiste sociale somalienne. Elle est la fondatrice du projet Dahlia, et une des cofondatrices de Daughters of Eve, une organisation à but non lucratif et la directrice exécutive de Hawa's Haven.

## Biographie
Leyla Hussein est née en 1980 en Somalie,. Ses parents sont éduqués et viennent d'une famille privilégiée.
Elle émigre plus tard au Royaume-Uni. Lors de ses études universitaires, elle obtient un diplôme en consultation thérapeutique de l'Université de Thames Valley.
Elle est mère d'une petite fille.

## Carrière
Leyla Hussein a plus d'une décennie d'expérience de travail sur les soins reproductifs, avec toujours l'idée d'une sensibilisation auprès des jeunes travailleurs. Elle travaille pour l'African Well Women Clinic de Waltham Forest, où elle rencontre des survivantes de mutilations génitales féminines (MGF). Elle travaille également au projet NAZ de Londres en tant que conseillère en santé sexuelle  pour les Somaliens atteints du VIH et du SIDA. En 2010, elle est, avec Nimco Ali et Sainab Abdi, la cofondatrice de Daughters of Eve,. L'organisation à but non lucratif est créée pour aider les jeunes femmes et les jeunes filles, avec un accent sur l'éducation et la sensibilisation aux mutilations génitales féminines. Leyla Hussein elle-même est une survivante de mutilation. À la suite de sa grossesse, elle veut assurer la sécurité physique de sa fille, ce qui l'inspire à démarrer une campagne de sensibilisation pour changer la façon dont sont protégées les filles dans le monde.
En outre, Leyla Hussein est la Chef de la Direction de Hawa's Haven, une coalition de militantes et activistes communautaires somaliennes, qui vise à sensibiliser à la violence fondée sur le genre. Elle gère aussi le groupe de thérapie du projet Dahlia, créé en partenariat avec le Manor Garden Health Aviocacy Project où elle est conseillère en information et animatrice communautaire.
Leyla est l'ambassadeur mondial pour The Girl Generation, un programme de changements sociaux visant à mettre fin à l'excision en une génération, travaillant actuellement dans dix pays africains.
En tant que professionnelle de la santé, elle travaille en étroite collaboration avec la police métropolitaine par l'intermédiaire de son Project Azure. Elle travaille aussi à titre de conseillère pour la campagne européenne END MGF soutenue par Amnesty International, parlant à ce titre devant les législatures chypriotes, viennoises et londoniennes. En outre, elle siège au conseil d'administration du Conseil Consultatif pour la fin des mutilations génitales féminines et le groupe consultatif de la fondation Desert Flower, financé par Waris Dirie, et le groupe consultatif de Her Majesty's Inspectorate of Constabulary sur la Violence Contre les Femmes et les Filles (VAWG). Elle est aussi membre du conseil d'administration du projet NAZ de Londres.
En décembre 2016, lors du premier sommet sur les mutilations génitales féminines aux États-Unis, elle met en place une exposition avec les portraits de survivantes de MGF réalisés par Jason Ashwood.
La réalisatrice Barbara Miller (en) réalise un documentaire intitulé #Female Pleasure sur le parcours de cinq femmes engagées pour une sexualité féminine autodéterminée dont Leyla Hussein. Le film remporte le Prix « Premio Zonta Club Locarno 2018 », décerné à un film de la Semaine de la critique du Locarno Festival avec un profond engagement social.

## Conférences et débats
En plus de son travail psycho-thérapeutique et d'expertise, Hussein est invitée à prendre la parole sur des questions concernant les filles, les femmes et les droits de l'Homme sur différentes plates-formes, y compris aux conférences TED, à l'Oslo Freedom Forum, au Festival Women of the World et plus encore.
En 2017, elle commence un podcast intitulé The Guilty Feminists,,.
En 2013, Leyla présente The Cruel Cut, un documentaire sur son travail sur l'élimination des mutilations génitales féminines au Royaume-Uni et diffusé sur Channel 4. Il est novateur et contribue à changer la politique et la législation britannique sur la lutte contre les MGF. Le documentaire et Leyla sont nommés pour un BAFTA en 2014.
Leyla est invitée dans plusieurs universités pour donner des conférences, y compris celles de Cambridge, d'Oxford, l'UCL, West London University, Columbia, Banard, Georgetown, Harvard et l'Université Penn.

## Distinctions
- 2008 : PCT Breaking Down Barriers Award
- 2010 : Cosmopolitan Ultimate Campaigner Women of the Year Award
- 2011 : Emma Humphrey Award[5]
- 2012 : Lin Groves Special Award[7]
- 2012 : True Honour Award par l'organisation des droits des femmes iraniennes et kurdes
- 2013 : 100 Women par la BBC
- 2013 : Prix de l'ambassadrice de la paix par la fédération inter-religieuse et internationale pour la paix[5]
- 2014 : Prix de la collectivité/organisme de bienfaisance de l'année par Red Magazine avec Nimco Ali pour leur travail avec Daughters of Eve[11]
- 2014 : 6e de la Woman's Hour Power List[9]

## Distinctions et prix
Hussein a reçu un certain nombre de prix pour son travail. Elle a notamment reçu le prix PCT Breaking Down Barriers 2008, le prix Cosmopolitan Ultimate Campaigner Women of the Year 2010, le prix Emma Humphrey 2011, le prix spécial Lin Groves, le prix True Honour 2012 décerné par l'organisation Iranian and Kurdish Women's Right, le prix BBC 100 Women of 2013, le prix Ambassador for Peace décerné par la Fédération interreligieuse et internationale pour la paix, la liste Debretts 500 depuis 2014.
En outre, Hussein et Ali ont reçu un prix communautaire/caritatif lors de la remise des prix Red Magazine Woman of the Year 2014 pour leur travail avec Daughters of Eve. Ils se sont également classés sixièmes dans la Woman's Hour Power List 2014.
Hussein a été nommée Officier de l'Ordre de l'Empire britannique (OBE) dans les honneurs de l'anniversaire 2019 pour les services rendus à la lutte contre les mutilations génitales féminines et l'inégalité entre les sexes.